# Germania all'Eurovision Choir
La Germania ha partecipato all'Eurovision Choir of the Year nel 2017, insieme ad altre 8 nazioni aspiranti.
L'emittente televisiva tedesca WDR è responsabile per le partecipazioni alla competizione corale.

## Partecipazioni
- Primo posto
- Secondo posto
- Terzo posto

| Anno | Coro              | Lingua               | Brano/i                            | Posizione |
| ---- | ----------------- | -------------------- | ---------------------------------- | --------- |
| 2017 | Jazzchor Freiburg | Immaginaria, Tedesco | African Love Palettes              | NF        |
| 2019 | BonnVoice         | Tedesco              | O Täler weit Die Gedanken sind fre | NF        |

## Direttori
Le persone che hanno condotto i cori durante la manifestazione:
- 2017: Bertrand Gröger
- 2019: Tono Wissing